# Отношения БССР и ПНР
Отношения БССР и ПНР — двухсторонние контакты между Белорусской Советской Социалистической Республикой и Польской Народной Республикой в 1944—1989 годах. Предшествовали современным отношениям Республики Беларусь и Республики Польша, установленным в 1992 году.

## Хронология
9 сентября 1944 года БССР и Польский комитет национального освобождения подписали соглашение об обмене населением. 
В 1955 году в ПНР прошла Декада белорусской культуры. Вскоре в Белоруссии состоялись Дни польской культуры.
В 1956 году Белостокское и Люблинское воеводства ПНР установили партнёрство с Брестской и Гродненской областями БССР. 
В 1959 году сотрудничество наладили Минская область и Варшавское (позднее Плоцкое) воеводство. 
В 1966 году в Белоруссии организованы Дни польской науки и техники. Одновременно комитет по кинематографии при Совете министров БССР заключил соглашение о сотрудничестве между киностудией «Беларусьфильм» и Объединённым предприятием творческих объединений ПНР в рамках подписанного рабочего плана сотрудничества между кинематографистами СССР и ПНР.
В 1967 году Витебская область заключила соглашение с Зеленогурским воеводством. 
В 1970 году Белорусский политехнический институт установил постоянные контакты с Белостокским политехническим институтом.
В 1972 году в Минске открылось генеральное консульство Польши.
В 1976 году в Белоруссии организованы Дни польской литературы.
В 1977-м Минский регион стал партнёром Седлецкого воеводства. Одновременно Торуньское и Влоцлавское воеводства стали сотрудничать с Могилёвской областью, а Еленогурское — с Гомельской.